# Ruricius Pompeianus
Ruricius Pompeianus (mort en 312 à Vérone) est un préfet du prétoire et commandant de cavalerie et d’infanterie sous Maxence, empereur romain d'Occident. Alors qu’il gardait les fleuves Adige et Pô avec les forces armées de la province de Vénétie, il fut tué par les troupes de Constantin Ier lors de la bataille de Vérone (312).
Ce personnage n’est mentionné que brièvement dans deux récits de la campagne de Constantin contre Maxence. Dans un panégyrique de l’an 313, il est appelé « Pompeianus » (« Pompéien »), cependant que dans un second récit, qui fait également partie des Panegyrici Latini, de Nazarius, son nom est « Ruricius ». S’agissant clairement de la même personne, on résout ce problème en combinant les noms pour l’appeler « Ruricius Pompeianu ».